# Polynoe imbricata
Polynoe imbricata är en ringmaskart som beskrevs av Johnston 1827. Polynoe imbricata ingår i släktet Polynoe och familjen Polynoidae. Inga underarter finns listade i Catalogue of Life.